# Saône
Die Saône [soːn] ist ein Fluss im Osten Frankreichs, in den Regionen Grand Est, Bourgogne-Franche-Comté und Auvergne-Rhône-Alpes. Sie entwässert generell Richtung Südwest bis Süd und mündet nach rund 473 Kilometern in die Rhône. Ihr Verlauf wird in Obere, Kleine und Große Saône eingeteilt.

## Geographie

### Verlauf

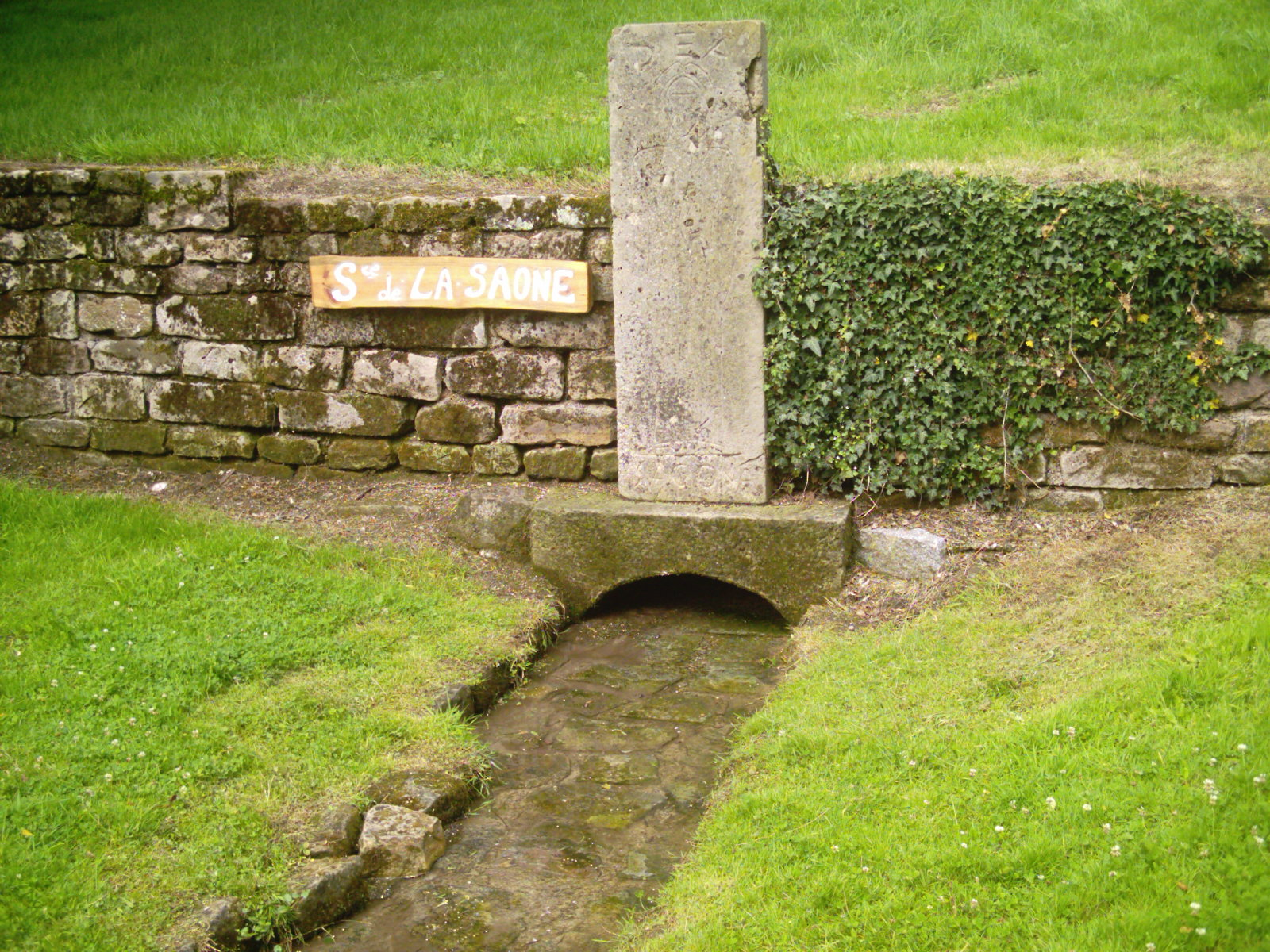
Quelle der Saône

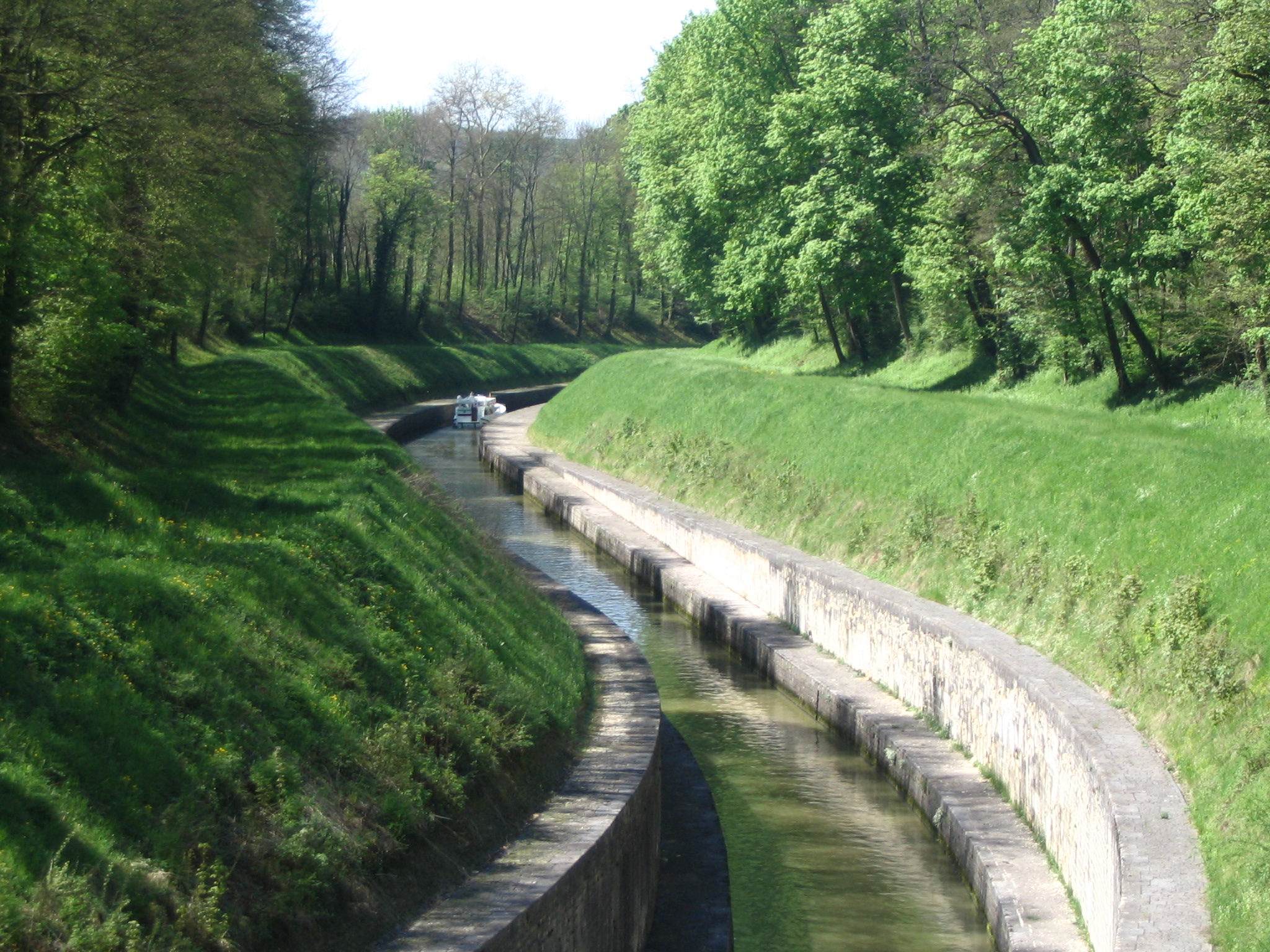
Flussabwärts des Tunnels von Saint-Albin

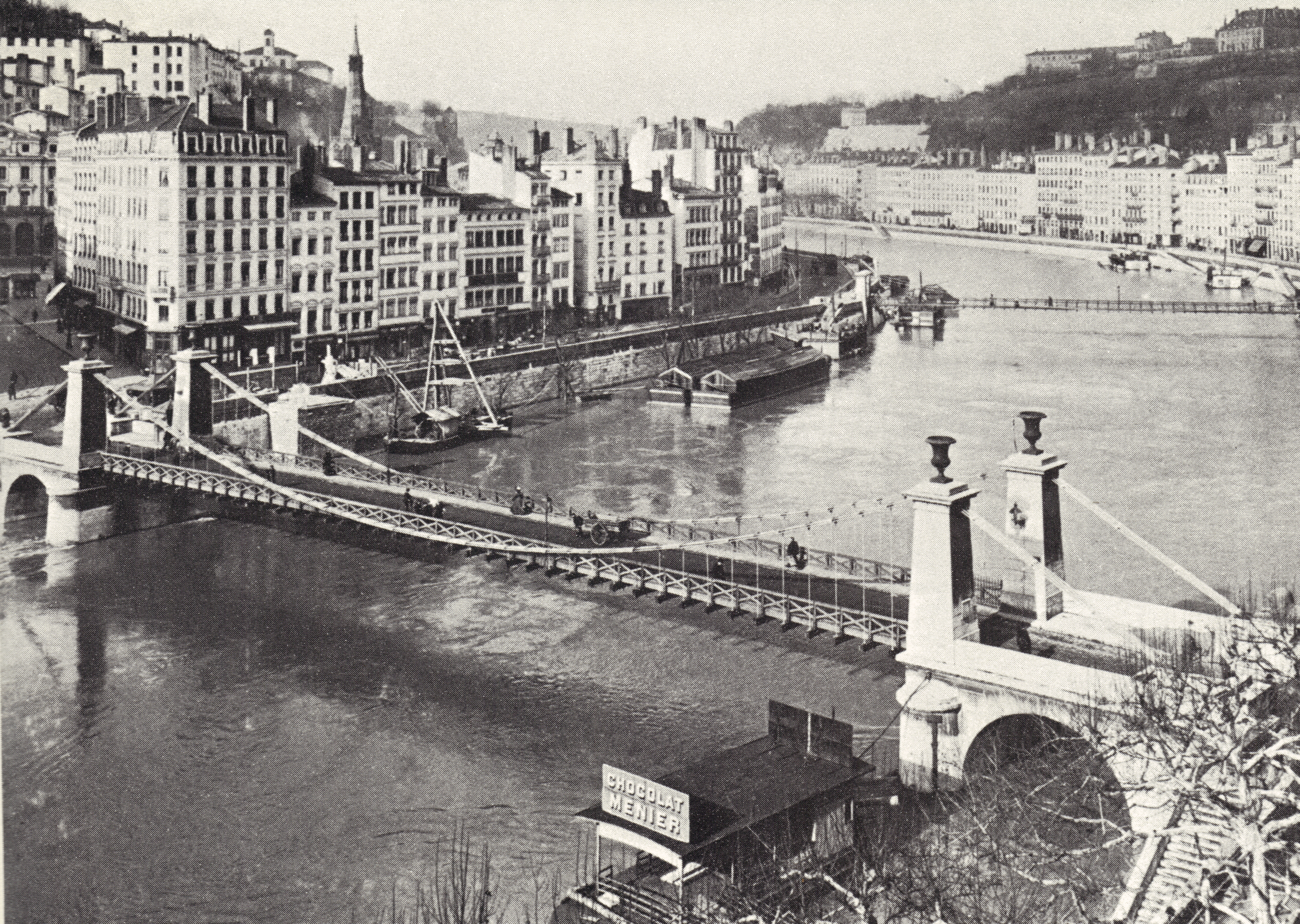
Die Brücke La Feuillée in Lyon, um 1900

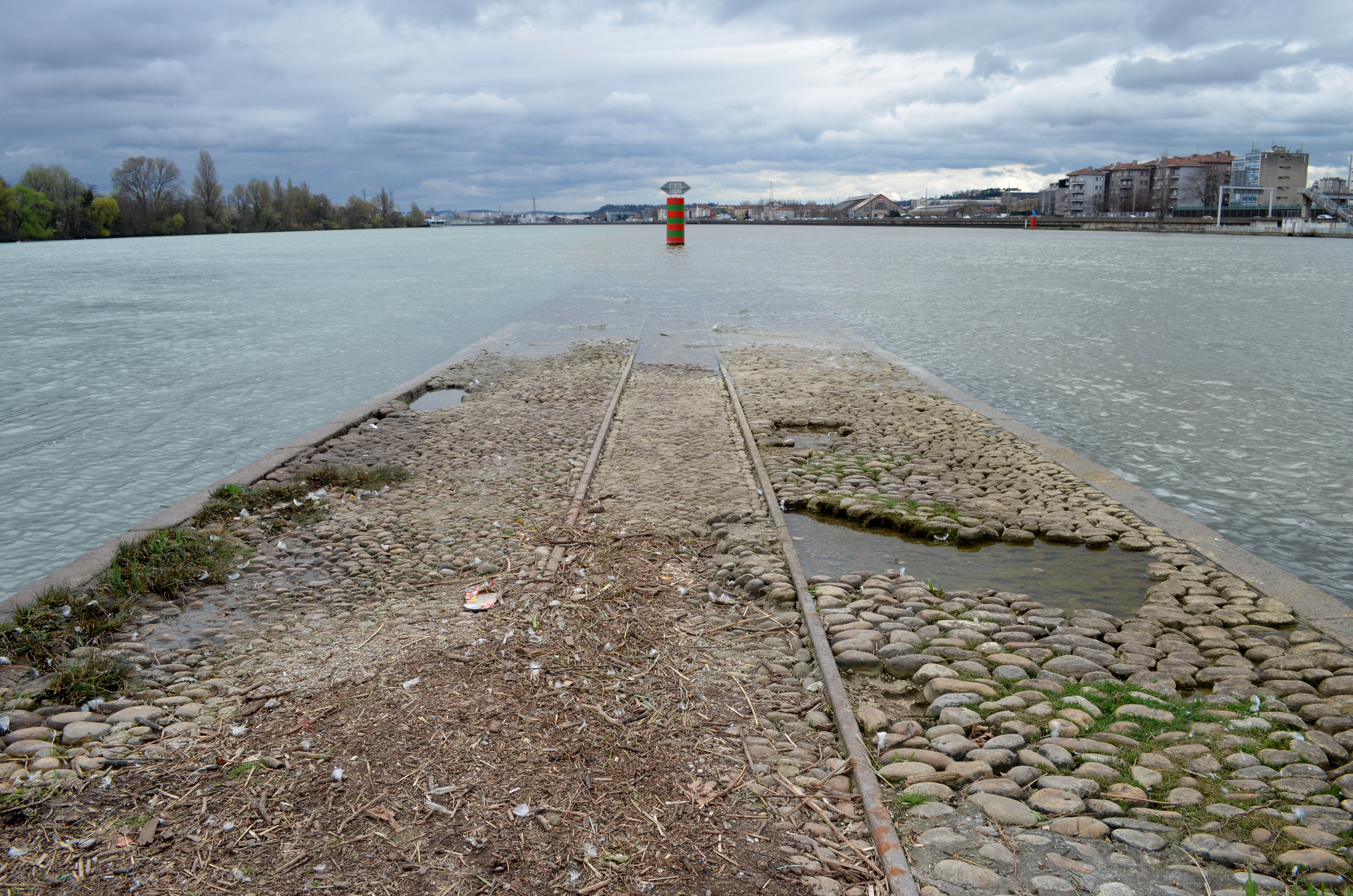
Mündung der Saône (rechts) in die Rhône (links)

Die Saône entspringt westlich der Vogesen im Département Vosges auf 405 m im Ort Vioménil. Die Quelle tritt in einer gefassten Rinne zutage und speist zwei Wasserbecken eines unterhalb gelegenen Waschhauses. Direkt nach ihrer Quelle verläuft die Obere Saône bis Bonvillet Richtung Westen durch ein Waldgebiet. Von dort fließt sie zunächst nach Südwesten und bildet in Monthureux-sur-Saône eine große, enge Flussschleife. Bei Châtillon-sur-Saône ändert sie ihre Fließrichtung nach Südosten und erreicht bei Jonvelle die Grenze zum Département Haute-Saône. Südlich von Corre trifft die Saône nach etwa 70 km Fließstrecke auf den Nebenfluss Côney und den Canal des Vosges. Ab dessen Einmündung ist die Saône schiffbar und wird Kleine Saône genannt.
Im weiteren Verlauf wurden an zahlreichen Stellen vom natürlichen Lauf der Saône getrennte Durchstichkanäle geschaffen, um größere Flussschlingen für die Schifffahrt abzukürzen (siehe Abschnitt Schifffahrt). In den meisten dieser Kanäle befinden sich Schleusen. Bei Conflandey mündet ihr die Lanterne, bei Heuilley-sur-Saône nach etwa 215 km der ungefähr gleich lange Ognon zu. Dort überquert die Saône die Grenze zum Département Côte-d’Or. Nachdem sie das Département Saône-et-Loire erreicht hat, fließt der Saône nach gut 300 km ihr größter Nebenfluss, der Doubs zu. Er ist etwa 150 km länger als die Saône an dieser Stelle und wasserreicher (Doubs: 173 m³/s, Saône: 160 m³/s). Von dort ab wird sie Große Saône genannt.
Ab der Mündung der Seille bildet die Saône die Grenze zum Département Ain und erreicht nördlich von Belleville das Département Rhône. In Lyon mündet sie als rechter Nebenfluss in die Rhône.

### Orte am Fluss
- Gray
- Auxonne
- Saint-Jean-de-Losne
- Seurre
- Chalon-sur-Saône
- Tournus
- Mâcon
- Villefranche-sur-Saône
- Caluire-et-Cuire
- Lyon

### Nebenflüsse
Reihenfolge flussabwärts:
| Linke Nebenflüsse: - Côney - Lanterne - Durgeon - Ognon - Doubs - Seille - Reyssouze - Veyle - Chalaronne | Rechte Nebenflüsse: - Apance - Amance - Salon - Vingeanne - Bèze - Tille - Ouche - Vouge - Dheune - Grosne - Ardière - Azergues |

Eine umfassende Auflistung aller Nebenflüsse findet sich in der Liste von Zuflüssen der Saône.

## Geschichte
Der Fluss wird als flumen Ararim in Gaius Iulius Caesars Werk De bello Gallico an verschiedenen Stellen erwähnt, insbesondere in Bezug auf die Auswanderung der Helvetier in Richtung der Santonen.

## Schifffahrt
Die Saône ist zwischen Corre und ihrer Einmündung in die Rhône auf einer Länge von etwa 407 km kanalisiert und daher mit Schiffen befahrbar. Die kanalisierte Strecke umfasst eine Reihe von Durchstichen und Abkürzungen und ist daher effektiv nur 365 km lang.
Der kanalisierte Teil der Saône lässt sich in zwei Abschnitte einteilen:
- Die Kleine Saône von Corre bis zur Schleuse Auxonne
  - 19 Schleusen (Freycinet-Klasse: mit unterschiedlichen Bedienungen und Abmessungen)
  - Tiefgang 1,80 m
  - Mindestdurchfahrthöhe 3,50 m

In diesem Abschnitt gibt es zwei Tunnel, einen bei Saint-Albin (km 48, 681 m lang, 6,55 m breit), der ein Monument historique ist, einen weiteren bei Seveux bzw. Savoyeux (km 76, 643 m lang, 6,50 m breit); in beiden Tunnels und auf den Strecken vor den Tunneleinfahrten gibt es eine durch Signallichter geregelte Einbahnregelung.
In Auxonne wurde 2011 ein neuartiges Wehr vom Typ Obermeyer eingebaut, aufblasbare Schläuche stützen dabei Metallschützen, bei Hochwasser wird die Luft abgelassen und das Wasser kann frei ablaufen.
- Die Große Saône unterhalb der Schleuse Auxonne bis Lyon (Großschifffahrtsstraße)
  - 5 Schleusen (Seurre, Écuelles, Ormes, Dracé, Couzon) (185 × 12 m)
  - Tiefgang 3 m
  - Mindestdurchfahrthöhe 6 m

Im Jahr 2003 wurde der Technoport de Pagny eingeweiht, ein Hafen für Großschiffe mit Anbindung an das Autobahn- und Eisenbahnnetz und 200 ha Fläche für Spedition und Gewerbe. Der Umschlag 2020 betrug ca. 150.000 t.
Die Saône bildet das Rückgrat des französischen Wasserstraßennetzes; in sie münden wichtige Kanäle, die sie mit anderen Flüssen verbinden:
- Canal des Vosges (bei Beginn der schiffbaren Strecke)
- Canal entre Champagne et Bourgogne (bei km 127)
- Canal du Rhône au Rhin (bei km 160)
- Canal de Bourgogne (bei km 165)
- Canal du Centre (bei km 221)

### Geschichte des Ausbaus
Der Ausbau der Saône ging in mehreren Etappen vor sich. Nach der Eröffnung des Rhein-Rhône-Kanals 1833 wurde die Strecke von der Mündung des Doubs bei Verdun-sur-le-Doubs bis Chalon-sur-Saône so ausgebaut, dass 2 Schiffe der Freycinet-Klasse gleichzeitig geschleust werden konnten. 1844 konnte ein Dampfschiff auch bei Niedrigwasser die Strecke von Lyon bis Chalon-sur-Saône befahren. Die Strecke bis Ray-sur-Saône wurde bis 1855, bis Port-sur-Saône erst später ausgebaut. Die Strecke von Lyon bis Chalon-sur-Saône wurde 1855 mit Schleppfahrzeugen getreidelt, der Rest mit Pferden.
Bis 1981 wurde die Saône bis Auxonne für Schiffe bis 185 m und 5.000 t ausgebaut, allerdings kann die Wassertiefe von 3 m nicht immer garantiert werden.